# オンタリオ航空1363便墜落事故
オンタリオ航空1363便墜落事故（オンタリオこうくう1363びんついらくじこ）とは、オンタリオ航空が運航するフォッカーF28-1000が、1989年3月10日に墜落した事故である。

## 事故の概略

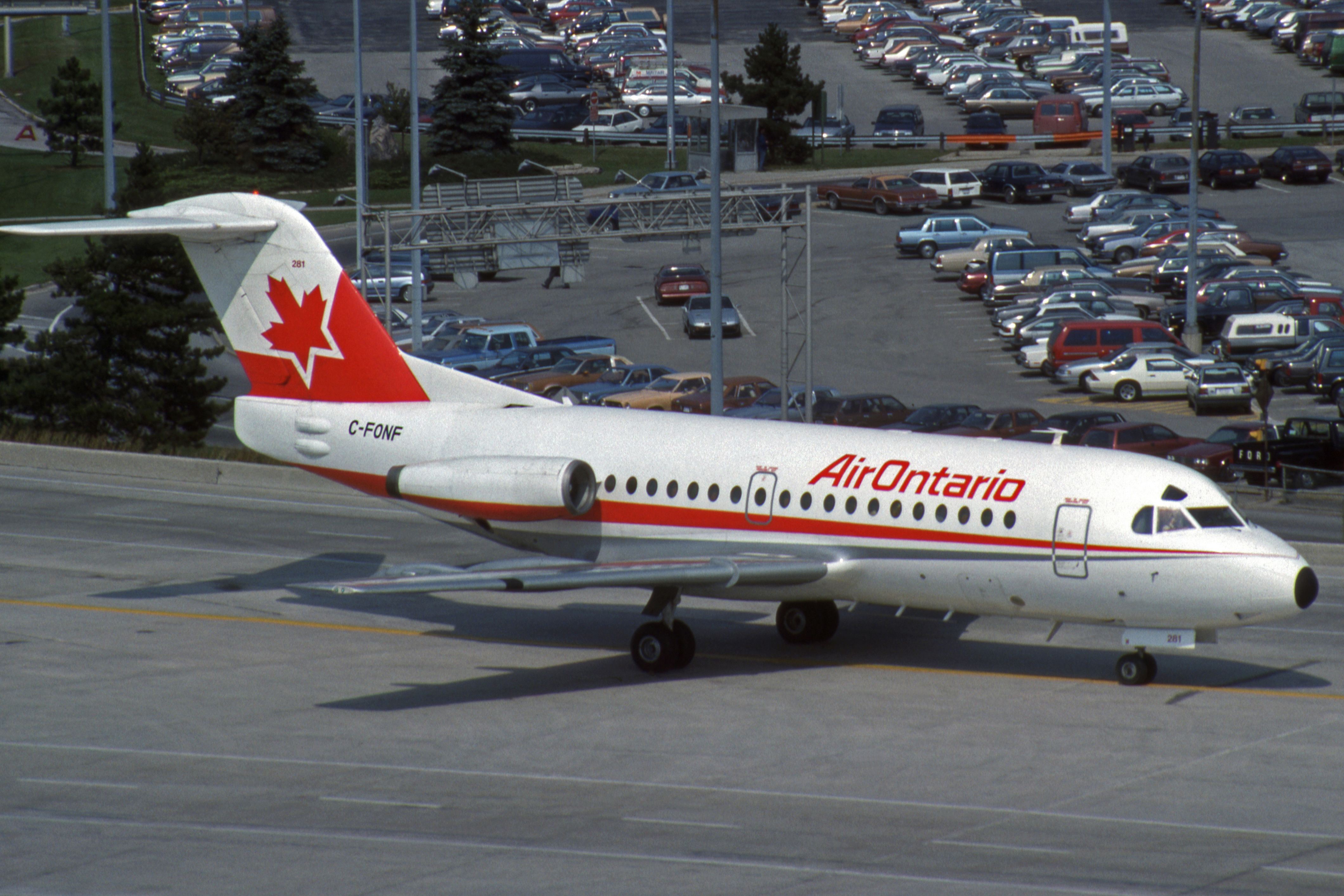
事故機のフォッカーF28

### 航空機と乗務員
- 機体：フォッカーF28-1000、機体記号:C-FONF、1972年製造
  - 機長：52歳 男性
  - 副操縦士：35歳 男性
  - 客室乗務員：2名
  - 乗客：65名

### 事故の経緯
1989年3月10日、現地時間15時頃、カナダ南部のサンダーベイからウィニペグへ向かっていた旅客定期便が経由地のドライデン地域空港を離陸した直後、空港から約1km離れた森に墜落した。
乗客・乗員69名のうち、乗客21名と、機長・副操縦士を含む乗務員3名が死亡した。

## 事故原因

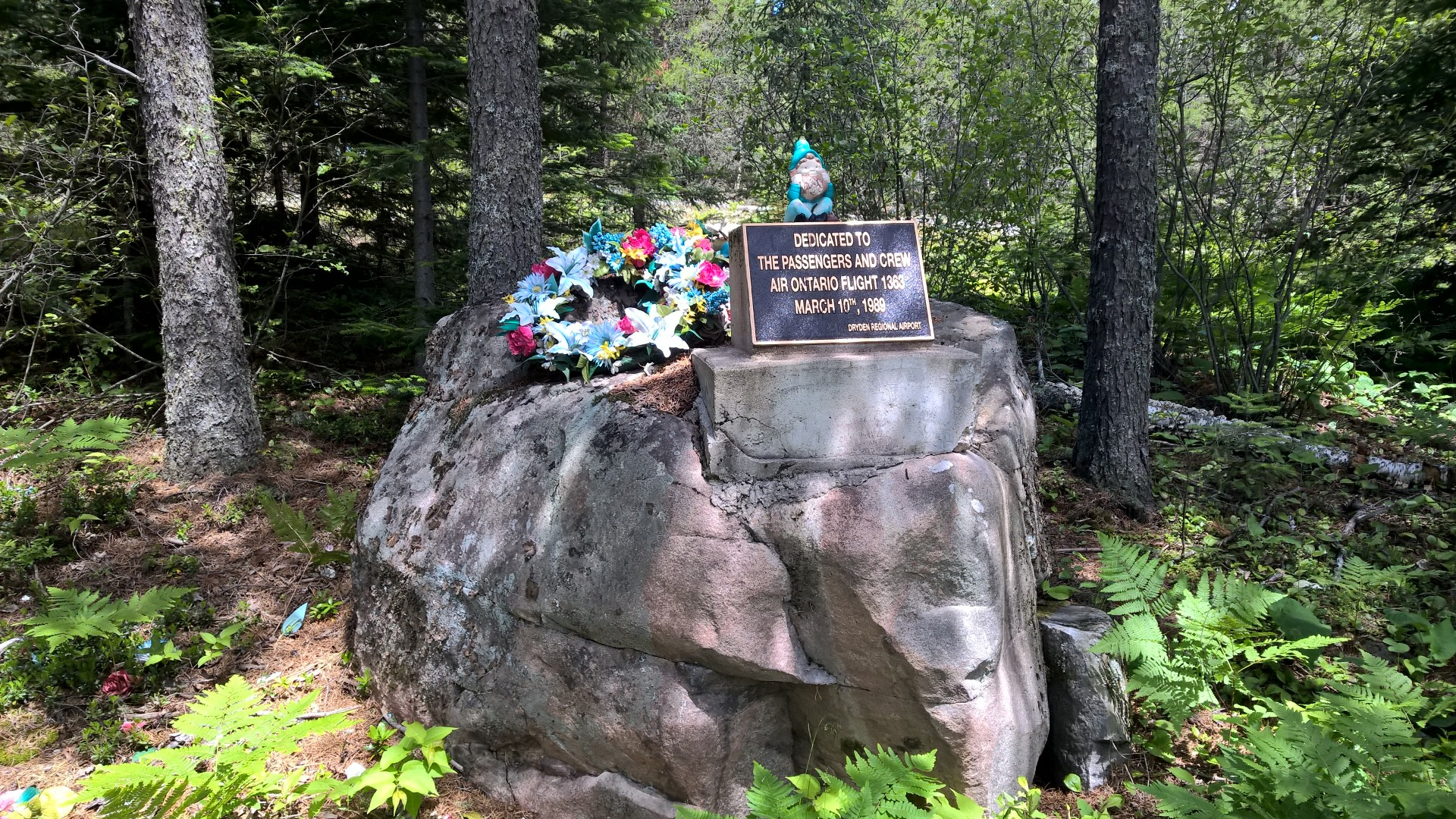
1363便の祈念碑

### 原因調査
事故原因は、離陸待機中に主翼が着氷したことによって十分な揚力が生まれず、そのまま降下し墜落に至ったものとされている。ただ、この事故でパイロットに責任はない。当時1363便は、エンジンを起動するために必要な補助動力装置 (APU) が故障しており、燃料補給の際にもエンジンを起動したままでおかなければならなかった。しかし、除氷はオンタリオ航空の「エンジン起動中に除氷は行えない」という規則上行えなかった。この事故で最も問題なのは、APUの故障を放置したまま旅客運航を行なったオンタリオ航空の責任とされる。
ただし、『メーデー!:航空機事故の真実と真相』における調査官たちのインタビューでは、仮にAPUが故障しておらず、除氷作業を行なっていたとしても、当日の天候や1363便の待機時間、及び当時使用されていた除氷液の成分の問題、そして、そもそもフォッカーF28という機材自体が着氷に弱い設計をしていたことなどから、この事故は防げなかった可能性が指摘されている。

### 生存者の救助と事故調査官たちの対応
1363便は森に激突した結果、機体が大きく3つに分断され、24名の乗員乗客が亡くなった。
そして、事故調査の結果、運輸安全委員会は着氷の危険性、及び除氷することを強く訴えたが、教訓は十分に活かされず、この事故の3年後にアメリカ合衆国のラガーディア空港において再び同じ原因で同型機が墜落した。

## この事故を扱った番組
- メーデー!:航空機事故の真実と真相 第7シーズン第6話「COLD CASE」